# オランダのサッカー選手一覧
オランダのサッカー選手一覧（オランダのサッカーせんしゅいちらん）は、オランダ出身のサッカー選手の一覧である。Category:オランダのサッカー選手も参照。
この項目はCategoryではないので、記事の無い選手については赤リンクや仮リンク、簡単な説明の併記なども可能。
また、セクション名の○○年代は選手の生年を表し、それ以下の選手の並びも生年月日順となっている。

## 1930年代以前
| GK - ヘユス・ファン・デル・メーレン | DF - ハリー・デニス | MF - ヴィム・アンデリーセン - プック・ファン・ヘール | FW - キック・スミット - アベ・レンストラ - ファース・ヴィルケス - クーン・ムーライン |

## 1940年代
| GK - ヤン・ヨングブルート - ピート・スフレイフェルス | DF - リヌス・イスラエル - ヴィム・シュルビア - ルート・クロル | MF - ヴィレム・ファン・ハネヘム - ヴィム・ヤンセン - アリー・ハーン | FW - ピート・カイザー - ヨハン・クライフ - ロブ・レンセンブリンク - ルート・ヘールス |

## 1950年代
| GK - ハンス・ファン・ブロイケレン | DF - ヴィム・レイスベルヘン - ベン・ヴェインステケルス - アドリ・ファン・ティヘレン - ヨン・メホト | MF - アーノルド・ミューレン - ヨハン・ニースケンス - ウィリー・ファン・デ・ケルクホフ - ヤン・ペテルス | FW - ヨニー・レップ - レネ・ファン・デ・ケルクホフ - キース・キスト |

## 1960年代
| GK - ルート・ヘスプ - エト・デ・フーイ | DF - ダニー・ブリント - ベリー・ファン・アーレ - ロナルド・クーマン - スタン・ファルクス - アーサー・ニューマン | MF - ヤン・ボウタース - エルウィン・クーマン - ルート・フリット - フランク・ライカールト - ヨン・ファント・シップ - ヴィム・ヨンク - ロブ・ヴィツヘ - ジェラルド・ファネンブルグ - アーロン・ヴィンター - リシャルト・ヴィツヘ | FW - マルコ・ファン・バステン - ヴィム・キーフト - ジョン・ボスマン - ペーター・ファン・フォッセン - デニス・ベルカンプ - ピエール・ファン・ホーイドンク |

## 1970年代
| GK - サンデル・ボスフケル - エトヴィン・ファン・デル・サール - サンデル・ヴェステルフェルト | DF - フランク・デ・ブール - ウィンストン・ボハルデ - ヤープ・スタム - ミハエル・ライツィハー - アンドレ・オーイェル - ジョバンニ・ファン・ブロンクホルスト - マリオ・メルヒオット - ヴィルフレート・ボウマ - ティム・デ・クレル | MF - ブライアン・ロイ - ポール・ボスフェルト - ロナルド・デ・ブール - フィリップ・コクー - ジョルディ・クライフ - デニー・ランツァート - ボウデヴィン・ゼンデン - マルク・ファン・ボメル | FW - マルク・オーフェルマルス - ロイ・マカーイ - パトリック・クライファート - ルート・ファン・ニステルローイ - ヤン・フェネホール・オフ・ヘッセリンク |

## 1980年代
| GK - マールテン・ステケレンブルフ - ミシェル・フォルム - ティム・クルル - ヤスパー・シレッセン | DF - ヨリス・マタイセン - ヤン・クロムカンプ - ハリド・ブラールズ - ヨン・ハイティンハ - ロン・フラール - ウルビー・エマヌエルソン - グレゴリー・ファン・デル・ヴィール - エリック・ピーテルス - ダリル・ヤンマート | MF - ラファエル・ファン・デル・ファールト - デミー・デ・ゼーウ - スタイン・スハールス - ヴェスレイ・スナイデル - ナイジェル・デ・ヨング - ヘドヴィヘス・マドゥロ - イブラヒム・アフェレイ - エルイェロ・エリア - ロイストン・ドレンテ | FW - ディルク・カイト - ロビン・ファン・ペルシ - クラース・ヤン・フンテラール - アリエン・ロッベン - ライアン・バベル - イェレマイン・レンス - バス・ドスト |

## 1990年代
| GK - イェルーン・ズート | DF - デイリー・ブリント - パトリック・ファン・アーンホルト - フィルジル・ファン・ダイク - ジョエル・フェルトマン - ステファン・デ・フライ - ハンス・ハテブール - イェトロ・ウィレムス - ナタン・アケ - デンゼル・ダンフリース - マタイス・デ・リフト | MF - レロイ・フェル - ケヴィン・ストロートマン - ルシアーノ・ナルシン - ジョルジニオ・ワイナルドゥム - マルテン・デ・ローン - ヨルディ・クラーシ - ダヴィ・プレパー - デイヴィ・クラーセン - ドニー・ファン・デ・ベーク - フレンキー・デ・ヨング | FW - ステフェン・ベルハイス - クインシー・プロメス - メンフィス・デパイ - フィンチェント・ヤンセン - ステーフェン・ベルフワイン |